# 横溝龍太郎
横溝 竜太郎（よこみぞ りゅうたろう、1971年12月31日 - ）は、日本の実業家。レッドフォックス株式会社代表取締役社長。スマホでカンタンに使える営業活動管理アプリ「cyzen（サイゼン）」の事業責任者である。

## 来歴
神奈川大学法学部卒業。その後、複数の会社勤務を経験。ヤマハ発動機では、ブランドマネジメント、マーケティング、新規事業構築、事業企画、役員秘書などに携わる。兵庫県初のPFI事業で総事業費120億円の『尼崎の森中央緑地スポーツ健康増進施設整備事業』 の運営業務立ち上げや、電動アシスト自転車PASにて地域観光を活性化する仕組み『パスクル』プロジェクトを創出した。『パスクル』は2011年度のグッドデザイン賞を受賞している（ただし、受賞者に横溝は含まれていない）。
2015年3月にグロービス経営大学院大学を、上位5%成績優秀者として修了した。経営学修士（専門職）を取得。
2016年1月レッドフォックス株式会社にマーケティング責任者（事業企画マネージャー）として入社。2016年7月にGPS punch!を「cyzen」にリブランディングし、価格体系、サービス体系を刷新。2018年4月に取締役COOに就任し、cyzen事業部事業部長として、入社時から3倍のMRR(マンスリー・リカーリング・レベニュー)を達成した（2018年末時点）「cyzen」は、中堅企業向けの生産性向上ツールである。2022年　スマートフォンで簡単に使える営業活動管理アプリ「cyzen」は、ITreview Grid Award 2022 Springにて5期連続受賞した。